# Grammonus minutus
Grammonus minutus är en fiskart som beskrevs av Nielsen och Prokofiev 2010. Grammonus minutus ingår i släktet Grammonus och familjen Bythitidae. Inga underarter finns listade i Catalogue of Life.